# Antonio Fischetti
Antonio Fischetti (Fragagnano, 9 giugno 1938 – Roma, 15 giugno 1994) è stato un politico italiano.

## Biografia
Iscritto al Partito Comunista Italiano dal 1958, diventa consigliere comunale a Pistoia nel 1985.
Dopo la svolta della Bolognina e lo scioglimento del PCI, aderisce a Rifondazione Comunista, con cui viene eletto deputato nel 1992 nella Circoscrizione Firenze-Pistoia con 1.165 preferenze.
Nel marzo 1994 è il candidato dei Progressisti nel collegio uninominale del Senato di Pistoia, dove ottiene il 42%, venendo così eletto a Palazzo Madama. Muore il 15 giugno successivo, pochi giorni dopo aver compiuto 56 anni.